# 栃木県道・茨城県道316号真岡筑西線

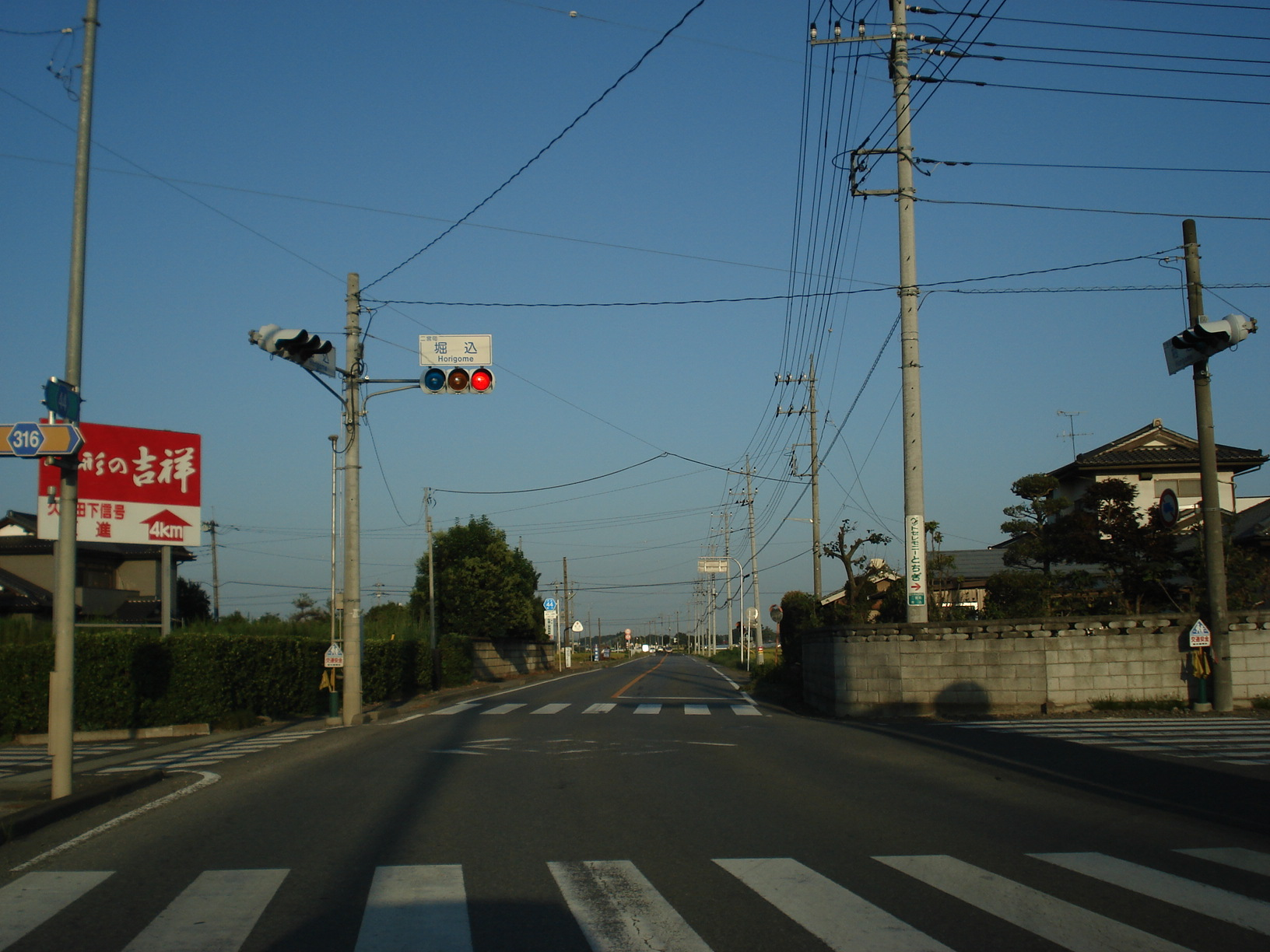
真岡市堀込付近

栃木県道・茨城県道316号真岡筑西線（とちぎけんどういばらきけんどう316ごう もおかちくせいせん）は、栃木県真岡市から茨城県筑西市に至る一般県道である。

## 概要

### 路線データ
- 起点 : 栃木県真岡市伊勢崎（伊勢崎交差点＝国道294号交点）
- 終点 : 茨城県筑西市中館（岡芹北交差点＝国道294号交点）
- 総延長：17.892 km（栃木県区間：12.986 km、茨城県区間：4.906 km[1]）
- 重用延長：*.* km（栃木県区間：*.* km、茨城県区間：0.343 km[1]）
- 未供用延長：なし（栃木県区間：*.* km、茨城県区間：0.0 km[1]）
- 実延長：16.136 km（栃木県区間：11.573 km、茨城県区間：4.563 km[1]）
- 自動車交通不能区間延長[注釈 1]：*.* km（栃木県区間：*.* km、茨城県区間：0.0 km[1]、栃木県区間：*.* km）

## 歴史
1959年（昭和34年）10月14日、新たな県道として栃木県真岡市八木岡を起点とし、茨城県下館市を終点とする区間を本路線とする県道八木岡下江連下館線として茨城県が県道路線認定した。
1995年（平成7年）に整理番号316となり、2004年（平成16年）に県道真岡下館線、2008年（平成20年）には県道真岡筑西線へと路線名称を変更して現在に至る。

### 年表
- 1959年（昭和34年）10月14日
  - 茨城県が現在の路線を県道八木岡下江連下館線（図面対照番号239）として路線認定[2]。
  - 茨城県内の道路区域は、県界下館市下江連から下館市荒町の二級国道前橋水戸線（旧道国道50号）交点までと決定された[3]。
- 1961年（昭和36年）4月1日 : 栃木県が一般県道八木岡下江連下館線として認定[要出典]。
- 1970年（昭和45年）3月26日：茨城県下館市大字岡芹（国道294号旧道） - 同市乙（下館停車場荒線交点）の道路を指定解除。終点が下館市大字岡芹になる[4]。
- 1976年（昭和51年）9月13日：茨城県下館市大字下江連（県境） - 同市大字岡芹（国道294号旧道）の狭隘路（6.127 km）から、常総バイパスまでの道路改良バイパス（4.863 km）へ付替え供用開始[5]。
- 1977年（昭和52年）3月7日：茨城県下館市大字下江連 - 同市大字大谷の約1 km区間を道路改良供用開始[6]。
- 1995年（平成7年）3月30日 : 茨城県区間において、整理番号が整理番号295から現在の番号（整理番号316）に変更される[7]。
- 2000年（平成12年）4月1日：茨城県下館市大字下江連 - 同市大字中館の区間が、通行する車両の最大重量限度25トンの道路に指定される[8]。
- 2004年（平成16年）4月1日 : 県道真岡下館線に路線名が変更される[9]。
- 2008年（平成20年）4月1日 : 現在の路線名となる県道真岡筑西線に改称される[10]。

## 重複区間
- 国道408号（真岡市松山町地内 : 約0.2 km）
- 栃木県道320号二宮宇都宮線（真岡市中地内 : 約0.1 km）
- 栃木県道44号栃木二宮線（真岡市青田 - 同市掘込 : 約1.3 km）

## 地理

### 通過する自治体
- 栃木県
真岡市
- 茨城県
筑西市

### 交差する道路
- 国道294号八木岡バイパス（真岡市伊勢崎交差点）
- 国道408号真岡南バイパス（真岡市寺内）
- 国道408号（真岡市松山町）
- 栃木県道320号二宮宇都宮線（真岡市中）
- 栃木県道310号下野二宮線（真岡市下大曽交差点）
- 栃木県道44号栃木二宮線（真岡市青田交差点から堀込交差点まで重複）
- 茨城県道204号結城二宮線（筑西市下江連）
- 国道50号下館バイパス（筑西市灰塚IC交差点）